# شهرستان تپلیتسه
ناحیهٔ تپلیتسه (به لاتین: Teplice District) یک ناحیه در جمهوری چک است که در منطقه اوستی ناد لابم واقع شده‌است. ناحیهٔ تپلیتسه ۴۶۹٫۲۷ کیلومتر مربع مساحت و ۱۳۴٬۱۶۳ نفر جمعیت دارد.